# Vlastimil Molnár
Vlastimil Molnár (* 7. září 1966) je bývalý československý fotbalista, záložník.

## Fotbalová kariéra
V československé lize hrál za TJ Vítkovice. Nastoupil ve 26 ligových utkáních. Ve druhé nejvyšší soutěži hrál i za Opavu. V nižších soutěžích působil také v FC Ostrava-Jih, FC Dolní Benešov, 1. SK Prostějov, FK Baník Ratíškovice, FC Vratimov, FK Nový Jičín a MFK Frýdek-Místek.

## Ligová bilance
| Ročník           | Zápasy | Góly | Minuty | Klub            |
| ---------------- | ------ | ---- | ------ | --------------- |
| I. liga 1989/90  | 5      | 0    | 320    | TJ Vítkovice    |
| I. liga 1990/91  | 15     | 0    | 672    | TJ Vítkovice    |
| I. liga 1991/92  | 6      | 0    | 256    | TJ Vítkovice    |
| II. liga 1991/92 | –      | 2    | –      | FK Ostroj Opava |
| II. liga 1992/93 | –      | 2    | –      | FK Ostroj Opava |
| II. liga 1993/94 | 18     | 1    | –      | TJ Vítkovice    |
| CELKEM 1. LIGA   | 26     | 0    | 1 248  |                 |